# Command & Conquer: Red Alert 2
Command & Conquer: Red Alert 2 — відеогра, стратегія в реальному часі, випущена у 2000 році компанією Westwood Studios.
Події гри відбуваються в створеному Альбертом Ейнштейном внаслідок подорожі в часі паралельному світі, в якому Другу світову війну розпочав Сталін замість стертого з історії Гітлера. Гра продовжує сюжетну лінію Альянсу з оригінальної Red Alert, де СРСР зазнав поразки, але телепат Юрій, таємно маніпулюючи світовими політиками, за певний час починає нову війну.

## Ігровий процес

База і війська СРСР

Як і в попередній грі Red Alert, гравець повинен розбудовувати військову базу, добувати ресурси та замовляти війська, щоб знищити базу противника. Загальні принципи ігрового процесу лишилися тими самими. У порівнянні з попередньою грою, в Red Alert 2 поліпшені графіка і можливості в мультиплеєрі. Зокрема було додано швидкі сутички з випадковими параметрами та чат між гравцями. Інтерфейс став відповіднішим стилю фракції, за яку відбувається гра. З'явився додатковий тип руди — різнобарвна, що дає більше кредитів за звичайну золотисту. Будівлі розділилися на виробничо-наукові та оборонні, а юніти — на піхоту і бронетехніку. Тут вперше в серії з'явилася можливість проведення міських боїв: піхоту можна розмістити в будівлях і вести з них вогонь. Було впроваджено можливість задання складного маршруту руху військ за вказанням ключових точок, патрулювання — зацикленого руху місцевістю, а також оборонний режим, коли війська після знищення противника повертаються на попередню позицію. Крім того в Red Alert 2 можна виділити всіх юнітів певного типу в групі чи на всій мапі. В мультиплеєрі стало можливим подавати союзникам сигнали, котрі створюють помітку на радарі.
Війська обох протиборчих сторін, Альянсу та СРСР, урізноманітнилися:
Війська СРСР: Призовники, Інженер, Бойовий пес, Зенітні піхотинці, Спецагент Божевільний Іван, Тесла-солдат, Юрій; Танк «Носоріг», Зенітний транспорт, Пускова установка V-3, Терор-дрони, Військовий гірник, Танк «Апокаліпсис», МЗЦ; Дирижабль «Кіров»; Підводний човен «Тіфон», Транспортник-амфібія, Дредноут, «Морський скорпіон», Гігантський кальмар.
Деякі радянські війська мають незвичайні механіки. Так, Тесла-солдати збільшують силу і дальність атаки електричними розрядами біля оборонних Тесла-вишок. Божевільний Іван мінує і підриває ворожі та нейтральні споруди. Юрій Прайм здатний брати під контроль ворожі війська. Терор-дрони й Вибухові вантажівки жертвують собою, вибухаючи. Особлива споруда, Психічний сенсор виявляє ціль атак противників. На озброєнні СРСР є Гігантські кальмари, невидимі на радарах, здатні топити кораблі. Будівля Клонувальний чан безкоштовно створює клонів піхотинців, замовлених в Бараках. Ця фракція може будувати Ядерні реактори, ефективніші за стандартні джерела енергії Тесла-генератори. Як і в попередній грі, СРСР може збудувати установку «Залізна завіса», що робить на короткий термін всю техніку в зоні дії невразливою. Шахта ядерної ракети дозволяє запускати ракету, що завдає сильних ушкоджень противнику і заражає місцевість згубною радіацією. Коли її збудовано, противник автоматично сповіщається про це.
Війська Альянсу: Піхотинці, Інженер, Снайпери, Бойовий пес, Шпигун, Ракетники, Хроно-легіонери, Спецагент Таня; БМП, Танк «Грізлі», Хроно-гірник, Танк «Міраж», МЗЦ, Танк «Призма»; AV-8 Harrier, Транспортник «Нічний яструб», Винищувач «Чорний орел»; Бойовий дельфін, Есмінець, Крейсер «Егіда», Авіаносець, Транспортник-амфібія.
Альянс також має особливі механіки. Шпигун може маскуватися під ворожого піхотинця, та проникати до ворожих будівель, що дає змогу викрасти гроші, тимчасово вимкнути електропостачання на базі ворога або пошкодити радар. Таня здатна плавати і миттєво знищувати будівлі чи техніку вибухівкою. Хроно-легіонери телепортуються в будь-яке розвідане місце, але після цього на певний час лишаються нерухомими. Хроно-гірник, коли повністю заповнюється рудою, телепортується до Очисника руди замість їхати до нього, як радянський аналог. Танк «Міраж» маскується під навколишні предмети, а «Призма» вражає ворогів променем, що відбивається на найближчих ворогів. Бойові дельфіни Альянсу невидимі на радарах і атакують ультразвуком підводні човни та Гігантських кальмарів. Оборонні Призма-вежі, розташовані поблизу, можуть об'єднувати свої промені, посилюючи атаку. Генератор розриву приховує всі союзні об'єкти навколо. Хроносфера дозволяє телепортувати війська, а Пристрій контролю погоди створює у вказаному місці грозу, котра вражає ворожі об'єкти блискавками. Коли його збудовано, противник автоматично сповіщається про це.
В мультиплеєрі кожна з фракцій має країни-підфракції, котрі володіють одним додатковим видом військ. США — Парашутників, які висаджуються одразу у вказане місце. Франція — Велику гармату, ефективну проти бронетехніки та скупчень піхоти. Німеччина — САУ «Винищувач танків». Британія — винятково сильних проти піхоти Снайперів. Корея — ударний винищувач «Чорний орел». Росія — Тесла-танк, ефективний проти військ і споруд. Куба — Кубинських терористів, які підриваються поблизу ворогів. Лівія — аналогічну за застосуванням, але значно потужнішу (і через розмір вразливішу) Вибухову вантажівку. Ірак — Спустошувача — піхотинця, який заражає місцевість радіацією, роблячи її непрохідною для піхоти і легкої техніки.
У той час, як оригінальна Red Alert логічно пов'язана з історією тиберієвого всесвіту Command & Conquer та слугує приквелом до Tiberian Dawn, Red Alert 2 показує власну «холодну війну» між східним і західним військово-політичними блоками, яка переросла в Третю світову. З цієї причини в Red Alert 2 ще більш важливу роль відіграє сатира на стереотипи «холодної війни».

## Сюжет

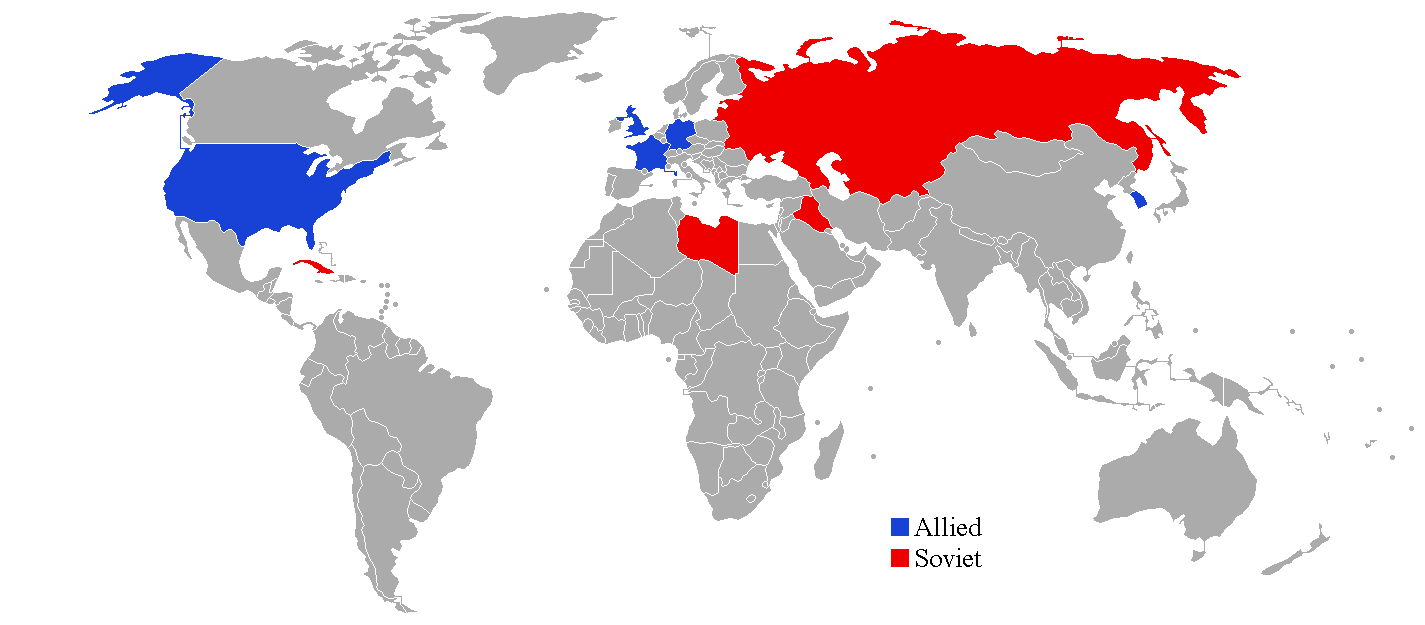
Політична мапа світу в Red Alert 2

### Передісторія
В подіях, показаних в Command & Conquer: Red Alert, Альянс переміг у війні, а Сталін загинув під час фінальної битви за Москву. Главою поваленого Радянського Союзу Альянс призначив маріонеткового правителя — Голову Ради Міністрів СРСР Олександра Романова, нащадка династії російських царів. Проте Романов мріє помститися Америці за окупацію. Пізніше в радянській кампанії розповідається, що радник прем'єра — телепат Юрій, використав психологічний вплив на Романова та інших членів радянського уряду, щоб підштовхнути їх до нападу на США, одночасно маніпулюючи і СРСР, і Заходом, а також працюючи над створенням власної армії. Радянська армія втручається в громадянську війну в Мексиці, підтримуючи повстанців, які борються проти проамериканського уряду, що викликає обурення американського президента Майкла Дугана. Подальша конфронтація веде до того, що СРСР і США готові почати нову світову війну.
Дізнавшись про переміщення радянських військ через Атлантику до берегів Північної Америки, Дуган зв'язується по телефонній лінії з Романовим і вимагає пояснень. Але Романов на це відповідає лише, що вони «Не друзі, а класові вороги», і продовжує наступ. Дуган наказує використовувати американський ядерний арсенал проти Радянського Союзу. Проте Юрій через телефон гіпнотизує американського диспетчера, який залишає пускові шахти закритими. СРСР під проводом генерала Володимира висаджуються на материк, з чого беруть початок обидві кампанії.

### Кампанія СРСР
Прем'єр Романов під впливом свого радника Юрія формує Всесвітній Соціалістичний Альянс, в який входять Радянський Союз, Ірак, Лівія і Куба, після чого оголошує США війну. У Вашингтоні висаджуються радянські війська і руйнують Пентагон. Провідні американські політики тікають до Нью-Йорка, коли Юрій просить випробувати свою нову розробку для управляння свідомістю. Захопивши деякі ворожі технології, вдається взяти під контроль більшість американських сил в регіоні.
Але тим часом з тилу на Владивосток нападає Південна Корея, напад флоту якої вдається відбити. Радянські війська просуваються в Париж, і перетворюють Ейфелеву вежу на величезний тесла-генератор, який очищає місто від ворогів. Далі вони завойовують Гаваї, проте несподівано на Уралі виникає американський десант. США розробили технологію телепортації і готуються захопити секретну лабораторію. Гравець вирішує і цю проблему.
Вашингтон до того часу перейшов під управління генерала Володимира. Юрій намовляє знищити його за нібито підготовку повстання проти Романова. Після розгрому його бази, генерала вбивають війська Юрія. Коли СРСР вдається захопити контроль над розумом американського президента, виявляється, що США розробляють новітню зброю для керування погодою. Гравець добуває касету з записом Романова, котрий розповідає гравцеві про те, що перебуває під психічнім контролем Юрія і буде вбитий ним, поки касету знайдуть. Гравець обертає свої сили проти Юрія, який засів в Москві. Долаючи опір військ зрадника, в тому числі клонів Юрія, вдається зруйнувати Кремль і покласти край змові.
Надходять відомості, що американці задумали використати Хроносферу, щоб змінити історію. Гравець штурмує базу в Алясці, де Хроносфера розташована, і встигає завадити її використанню. Ядерна ракета знищує установку, після цього в світі не лишається сил, здатних протистояти СРСР. В новинах демонструються паради перемоги в різних столицях, а наприкінці виявляється, що мозок Юрія все ще живий, будучи поміщеним в колбу.

### Кампанія Альянсу
Радянські війська продовжують висаджуватися на узбережжях і захоплюють Нью-Йорк. Альянс посилає війська для протистояння їм, зокрема спецагента Таню Адамс, яка підриває кораблі з ракетами. Їм вдається звільнити військово-повітряну базу в Колорадо і дізнатися про установку Юрія для контролю свідомості. Війська Альянсу знищують установку в Вашингтоні і в Чикаго. Проте розлютований генерал Володимир за це завдає по Чикаго ядерного удару.
Західну Європу очищають від радянських сил, проте все ще існують побоювання ядерної атаки. На польсько-німецький кордон вирушає Таня, щоб підірвати ракетні шахти. Після відстояння Пентагона, армія США успішно обороняє Перл-Гарбор і руйнує психічну установку в Сент-Луїсі. СРСР розміщують свої наукові центри в Мексиці, та їх виявляють і руйнують.
СРСР починають наступ на лабораторію Альберта Ейнштейна в Німеччині, яку Альянс відстоює та будує Хроносферу. В цей час на Кубі розміщуються радянські ядерні ракети, але гравець нейтралізує загрозу. Альянс з допомогою Хроносфери проводить операцію «Хроно Шторм», в ході якої перекидає свої війська в Москву. Армія Альянсу розбиває Чорну гвардію Кремля, а установка управління погодою вражає місто блискавками. Запуск чергової ядерної ракети зривається. Таня захоплює в полон Романова, що потрапляє на перші шпальти газет. Без керівника СРСР зазнає поразки, а Альянс відновлює мир в світі. Наприкінці Таня говорить гравцеві кілька компліментів та повідомляє, що його запрошено до президента.

## Актори
Радянський Союз
- Ніколас Ворт — генеральний секретар Олександр Романов
- Удо Кір — Юрій
- Адам Греггор — генерал Володимир
- Александра Каніак — лейтенант Софія
- Олег Штефанко — полковник Ерошенко

Альянс
- Рей Уайз — Президент США Майкл Дуган
- Кері Вюрер — спеціальний агент Таня
- Ларі Гелман — Альберт Ейнштейн
- Баррі Корбін — генерал Карвілл
- Френк Браєнброк — генерал Ліон

## Доповнення
- Command & Conquer: Yuri's Revenge — доповнення до Red Alert 2, випущене в 2001 році. Гра надає дві додаткові кампанії за СРСР і Альянс, що складаються з 7 місій, а також нову сторону — психічну армію Юрія, який зрадив Радянський Союз. У грі значно поліпшений ігровий баланс, а кожен загін тепер має власне озвучування та унікальні фрази.

## Оцінки й відгуки
Red Alert 2 зібрала високі оцінки критиків, отримавши на агрегаторі Metacritic середню оцінку 84 бали зі 100.
Сайтом Eurogamer гру було оцінено в 9/10, у відгуку вона називалася найкращою в усій серії Command & Conquer, де було виправлено недоліки попередніх ігор і створено однаково веселі як кампанії, так і багатокористувацькі сутички.
Gamespot дали Red Alert 2 оцінку 8,5/10, особливу похвалу отримали інтерфейс, музика, відео з живими акторами. Графіка називалася не особливо видатною, але гра загалом — вражаючою і веселою.